# Sopotnica (ort)
Sopotnica (makedonska: Сопотница) är en ort i Nordmakedonien. Den ligger i kommunen Demir Hisar, i den sydvästra delen av landet, 80 kilometer söder om huvudstaden Skopje. Sopotnica ligger 663 meter över havet och antalet invånare är 2 110.